# Ликия
Ликия (на латински: Lycia) е древна територия в югозападна Мала Азия. На запад Ликия граничила с Кария, границата минавала по река Аксон (Kirten Dere). На север е граничила с Писидия и Фригия, на изток с Памфилия. Населението се е наричало ликийци.

## История
През 334 пр.н.е. територията е завладяна от Александър Велики. През 43 г. император Клавдий я прави римска провинция. През 74 г. Веспасиан основава от нея двойната провинция Ликия и Памфилия.
От тук произлиза Свети Николай, роден между 270 и 286 г. в град Патара и през 330 г. владика на Мира, където умира на 6 декември 326, 345, 351 или 365 г.
Столица на Ликия е Ксантос. Руините му илюстрират ликийските традиции и елинистическите влияния, особено в погребалното изкуство. Надгробните паметници са изключително съществени за разбиране на историята на ликийците и техния език. Наблизо се намира и елинистическият храм Летоон на богинята Лето, жена на Зевс и майка на Артемида.

## Погребална култура
За погребалните ритуали на ликийската цивилизация научаваме от запазените и до днес над 1000 гробници изсечени в скалите. Известни са няколко вида ликийски гробници, като най-древните сред тях са изградени преди около 2500 години (намират се в древния град Мира). Ликийците правели гробниците си на високи места, тъй като вярвали, че магически крилати създания отнасят починалите хора в задгробния живот.
Имало гробници, чиито фасади се изграждали така, че да наподобяват къща, като във вътрешността им имало по няколко помещения. Друг вид гробница, характерна за тази култура се нарича „саркофаг“. И макар това да е обичаен начин за погребение и при други древни народи, гробниците „саркофази“ на ликийците били значително по-големи. Най-рядко срещаните гробници са известни като „стълбове“. Смята се, че този вид гробници са характерни единствено за западните части на Ликийската империя. В тях предимно се полагали хора от високите социални слоеве на обществото. Една от най-известните гробници „стълбове“ е Харпи в ликийската столица Ксантос.